# Stilesville
Stilesville és una població dels Estats Units a l'estat d'Indiana. Segons el cens del 2000 tenia 261 habitants.

## Demografia
Segons el cens del 2000, Stilesville tenia 261 habitants, 109 habitatges, i 82 famílies. La densitat de població era de 359,9 habitants/km².
Dels 109 habitatges en un 30,3% hi vivien nens de menys de 18 anys, en un 60,6% hi vivien parelles casades, en un 13,8% dones solteres, i en un 23,9% no eren unitats familiars. En el 21,1% dels habitatges hi vivien persones soles el 7,3% de les quals corresponia a persones de 65 anys o més que vivien soles. El nombre mitjà de persones vivint en cada habitatge era de 2,39 i el nombre mitjà de persones que vivien en cada família era de 2,8.
Per edats la població es repartia de la següent manera: un 23% tenia menys de 18 anys, un 8% entre 18 i 24, un 29,9% entre 25 i 44, un 23% de 45 a 60 i un 16,1% 65 anys o més.
L'edat mediana era de 40 anys. Per cada 100 dones de 18 o més anys hi havia 95,1 homes.
La renda mediana per habitatge era de 37.857 $ i la renda mediana per família de 48.750 $. Els homes tenien una renda mediana de 34.500 $ mentre que les dones 21.563 $. La renda per capita de la població era de 20.494 $. Cap de les famílies estaven per davall del llindar de pobresa.

## Poblacions més properes
El següent diagrama mostra les poblacions més properes.